# Caussou
Caussou est une commune française située dans le sud-est du département de l'Ariège, en région Occitanie. Sur le plan historique et culturel, la commune fait partie du pays du Sabarthès, structuré par la haute vallée de l'Ariège en amont du pays de Foix avec Tarascon-sur-Ariège comme ville principale.
Exposée à un climat de montagne, elle est drainée par le ruisseau de caussou et par divers autres petits cours d'eau. La commune possède un patrimoine naturel remarquable composé de sept zones naturelles d'intérêt écologique, faunistique et floristique.
Caussou est une commune rurale qui compte 47 habitants en 2022, après avoir connu un pic de population de 506 habitants en 1836. Ses habitants sont appelés les Caussounais ou Caussounaises.

## Géographie

### Localisation
1. Carte dynamique
2. Carte Openstreetmap
3. Carte topographique
4. Carte avec les communes environnantes

La commune de Caussou se trouve dans le département de l'Ariège, en région Occitanie.
Elle se situe à 27 km à vol d'oiseau de Foix, préfecture du département, et à 6 km d'Ax-les-Thermes, bureau centralisateur du canton de Haute-Ariège dont dépend la commune depuis 2015 pour les élections départementales.
La commune fait en outre partie du bassin de vie d'Ax-les-Thermes.
Les communes les plus proches sont : 
Bestiac (1,5 km), Unac (2,6 km), Tignac (2,7 km), Vaychis (3,0 km), Perles-et-Castelet (3,2 km), Luzenac (3,5 km), Vernaux (3,9 km), Axiat (4,3 km).
Sur le plan historique et culturel, Caussou fait partie du pays de Sabarthès, structuré par la haute vallée de l'Ariège en amont du pays de Foix avec Tarascon-sur-Ariège comme ville principale.

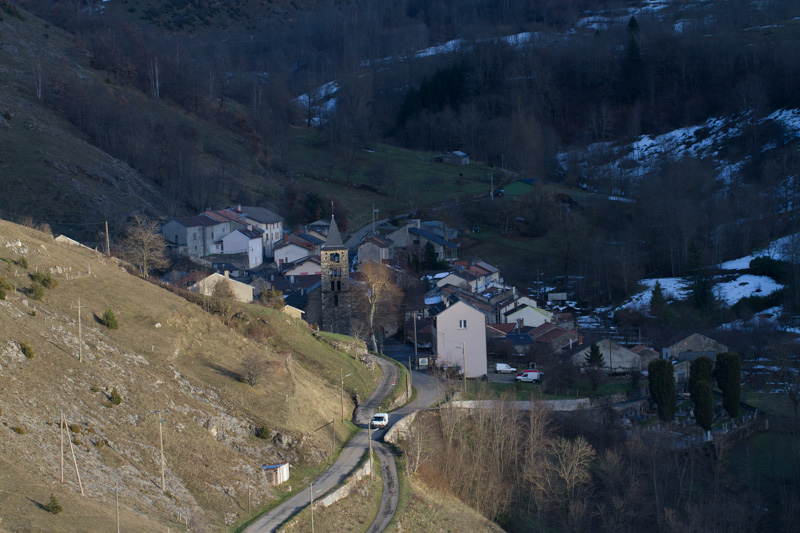
Vue du village

Les communes limitrophes sont Bestiac, Ignaux, Prades, Tignac et Vaychis.
|         |         |                    |
| Bestiac | Caussou | Prades             |
| Tignac  | Vaychis | Ignaux (sur 100 m) |

### Hameau
Savenac...

### Géologie et relief
La commune est située dans les Pyrénées, une chaîne montagneuse jeune, érigée durant l'ère tertiaire (il y a 40 millions d'années environ), en même temps que les Alpes. Elle est traversée par la Faille nord-pyrénéenne, qui sépare la Zone axiale pyrénéenne (ZA) ou haute chaîne primaire de la Zone nord-pyrénéenne (ZNP), au nord. Les terrains affleurants sur le territoire communal sont constitués de roches pour partie sédimentaires et pour partie métamorphiques datant pour certaines du Mésozoïque, anciennement appelé Ère secondaire, qui s'étend de −252,2 à −66,0 Ma, et pour d'autres du Paléozoïque, une ère géologique qui s'étend de −541 à −252,2 Ma (millions d'années). La structure détaillée des couches affleurantes est décrite dans la feuille « n°1087 - Vicdessos » de la carte géologique harmonisée au 1/50 000ème du département de l'Ariège, et sa notice associée.
La superficie cadastrale de la commune publiée par l’Insee, qui sert de références dans toutes les statistiques, est de 15,83 km2,. La superficie géographique, issue de la BD Topo, composante du Référentiel à grande échelle produit par l'IGN, est la même. Son relief est particulièrement découpé puisque la dénivelée maximale atteint 1 160 mètres. L'altitude du territoire varie entre 760 m et 1 920 m.

### Hydrographie

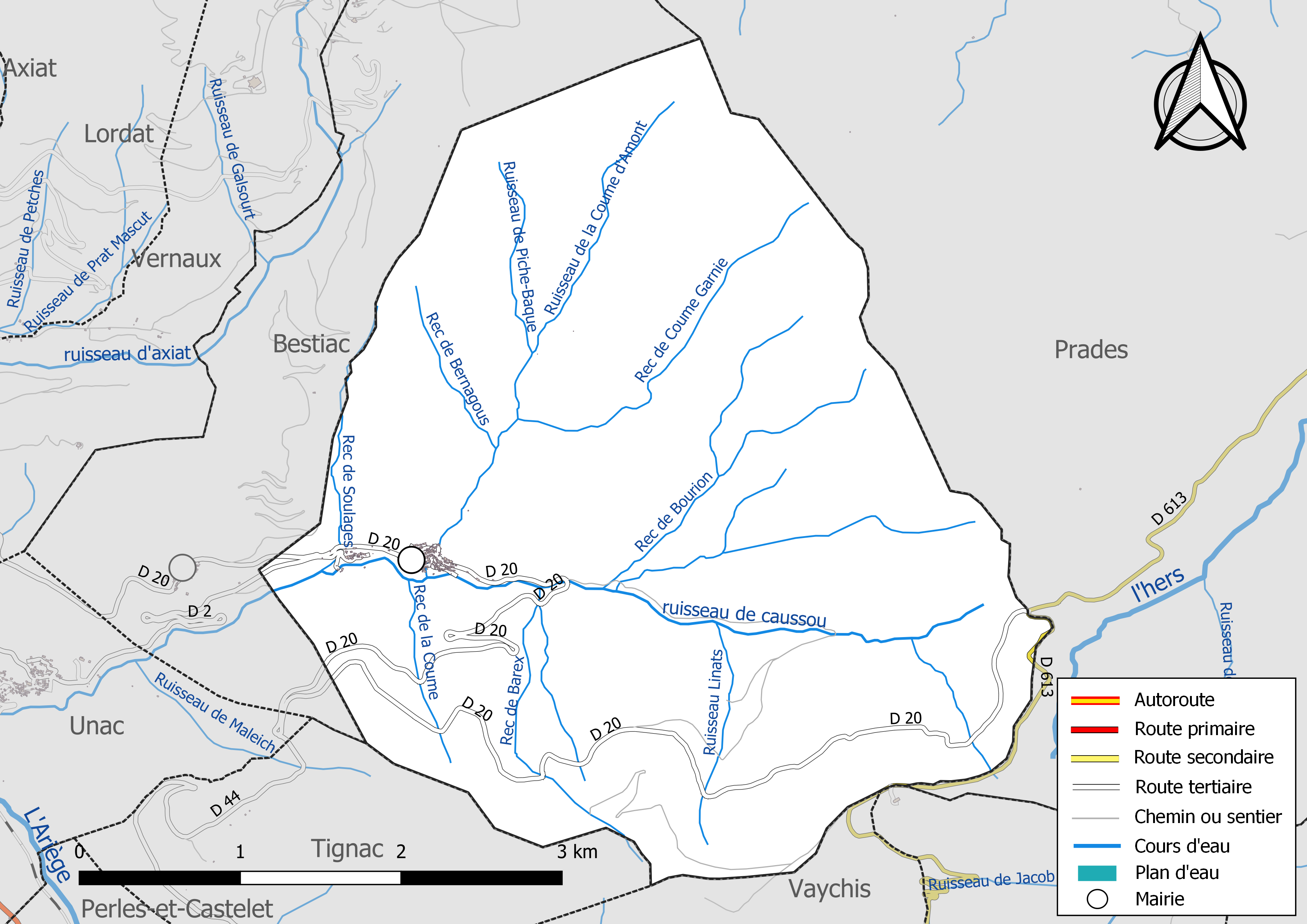
Réseaux hydrographique et routier de Caussou.

La commune est dans le bassin versant de la Garonne, au sein du bassin hydrographique Adour-Garonne. Elle est drainée par le ruisseau de caussou, Rec de Barex, Rec de Bernagous, Rec de Bourion, Rec de Coume Garnie, Rec de la Coume, Rec de Soulages, le ruisseau de la Coume d'Amont, le ruisseau de Piche-Baque, le ruisseau Linats et par divers petits cours d'eau, constituant un réseau hydrographique de 28 km de longueur totale,.

### Climat
Pour des articles plus généraux, voir Climat de l'Occitanie et Climat de l'Ariège.
En 2010, le climat de la commune est de type climat des marges montargnardes, selon une étude s'appuyant sur une série de données couvrant la période 1971-2000. En 2020, Météo-France publie une typologie des climats de la France métropolitaine dans laquelle la commune est exposée à un climat de montagne et est dans la région climatique Pyrénées centrales, caractérisée par une pluviométrie annuelle de 1 000 à 1 200 mm.
Pour la période 1971-2000, la température annuelle moyenne est de 9,8 °C, avec une amplitude thermique annuelle de 15,2 °C. Le cumul annuel moyen de précipitations est de 880 mm, avec 9,4 jours de précipitations en janvier et 6,6 jours en juillet. Pour la période 1991-2020, la température moyenne annuelle observée sur la station météorologique la plus proche, située sur la commune d'Ascou à 7 km à vol d'oiseau, est de 9,3 °C et le cumul annuel moyen de précipitations est de 1 258,8 mm,. Pour l'avenir, les paramètres climatiques de la commune estimés pour 2050 selon différents scénarios d'émission de gaz à effet de serre sont consultables sur un site dédié publié par Météo-France en novembre 2022.

### Paysages

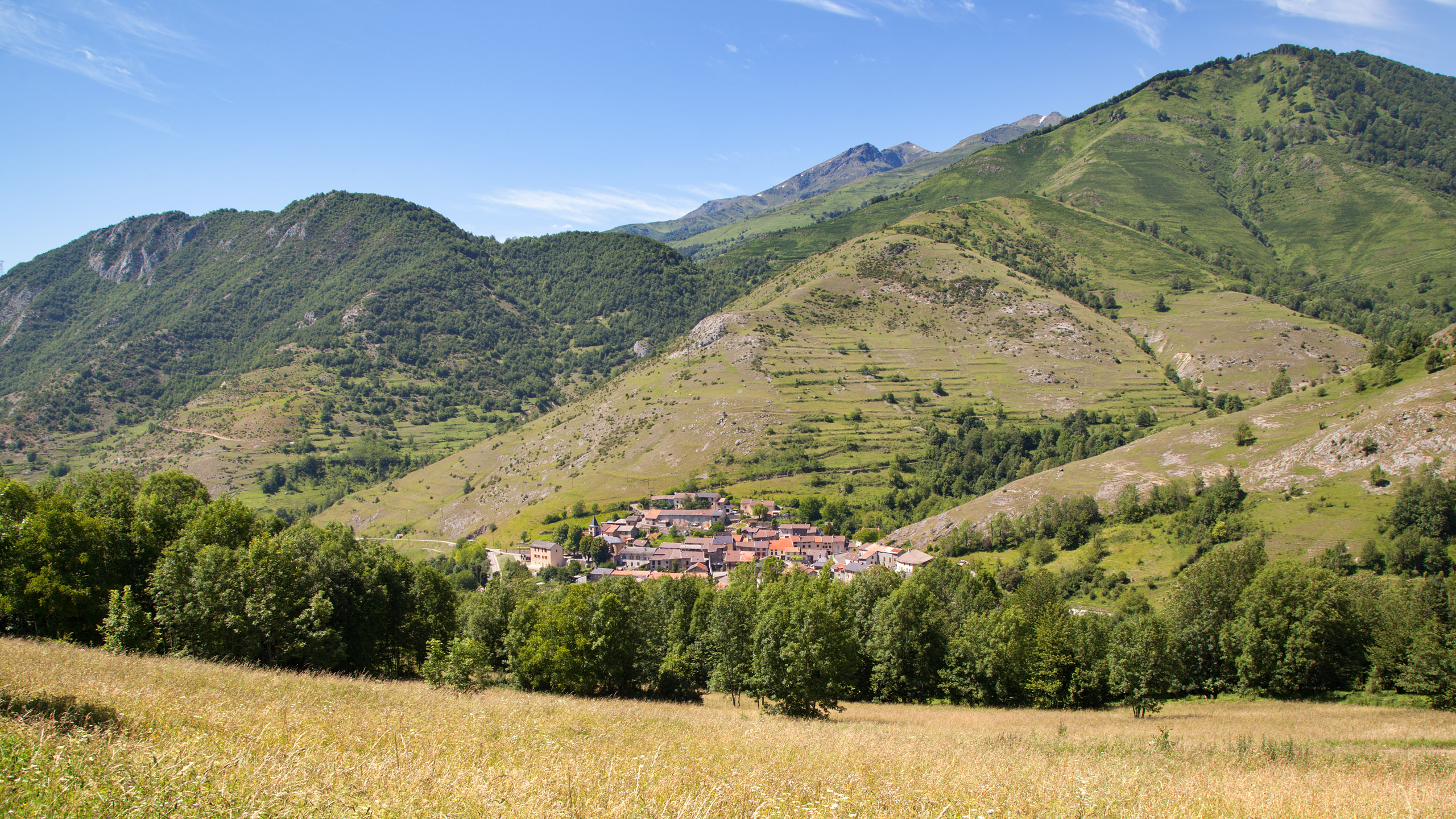
Caussou en juin
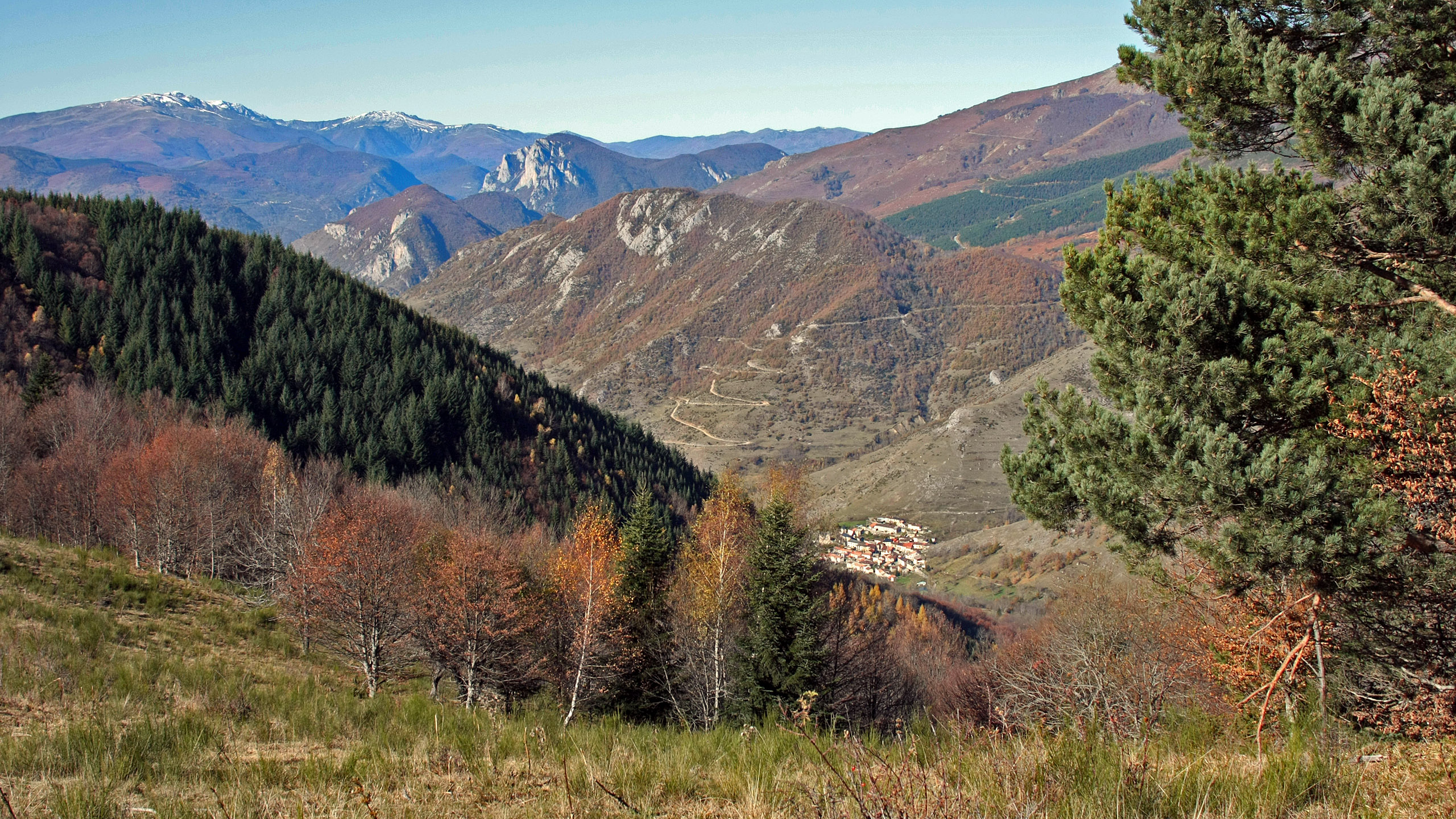
Caussou en automne
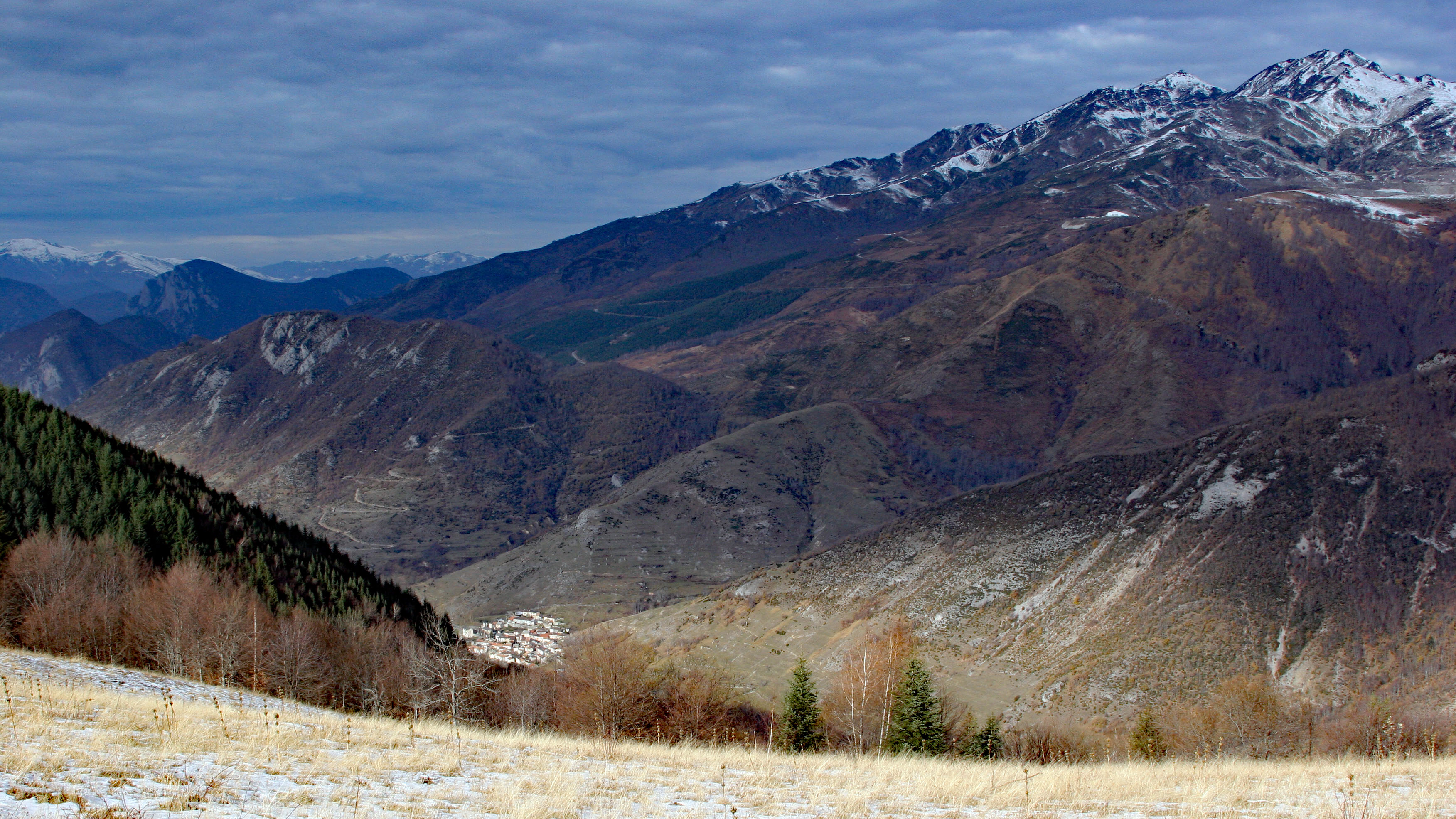
Caussou en hiver
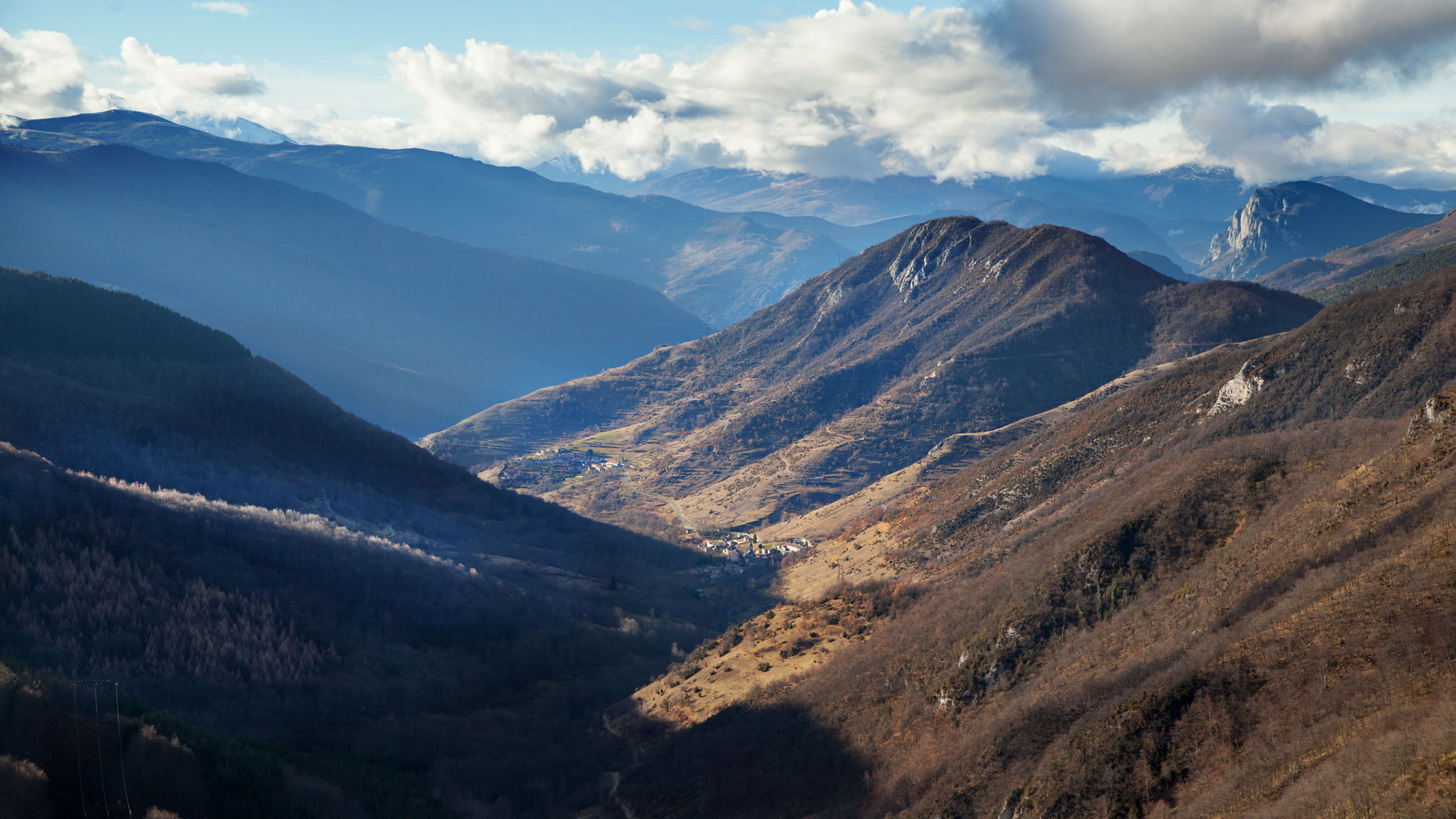
Vallée de Caussou
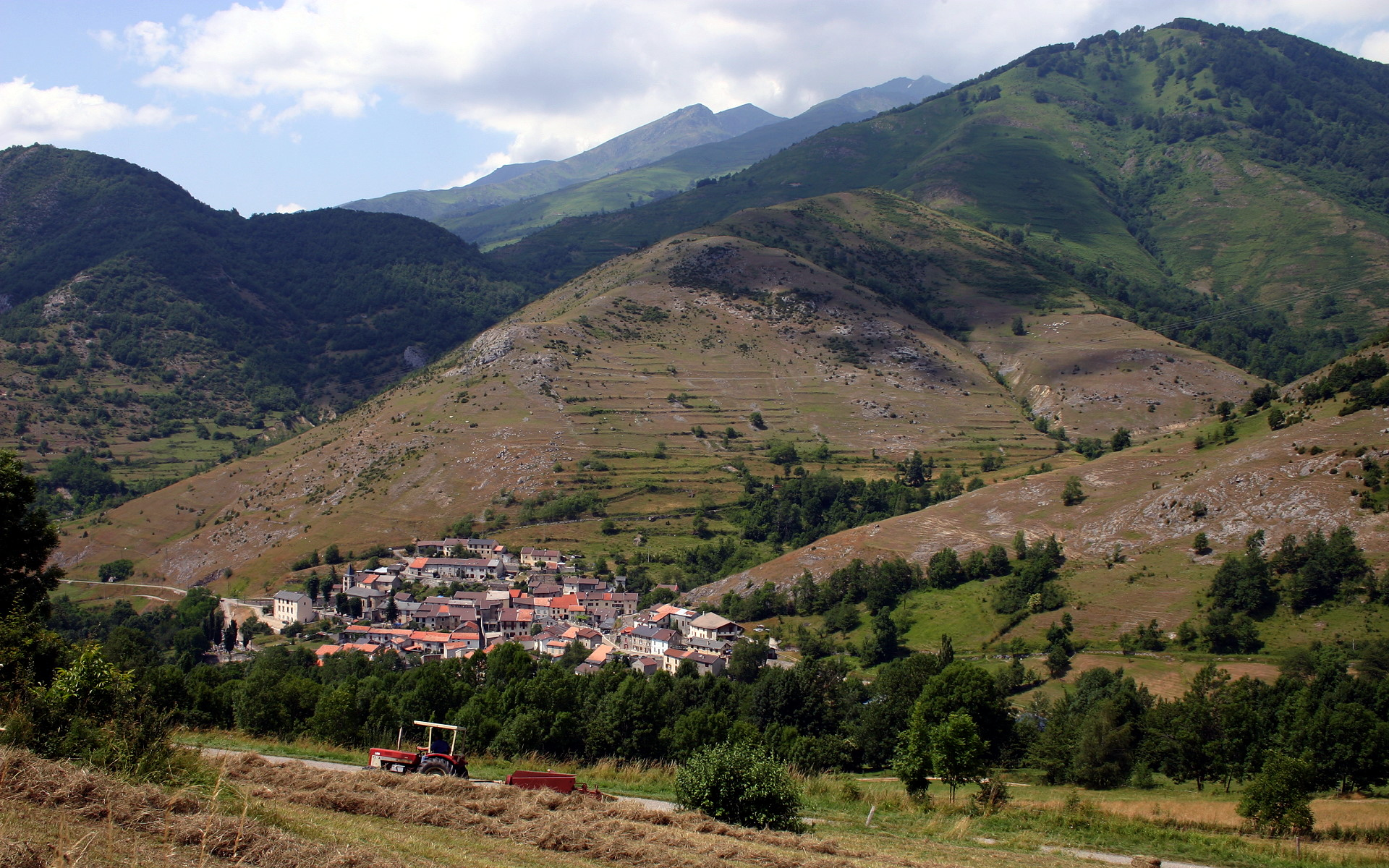
Les foins
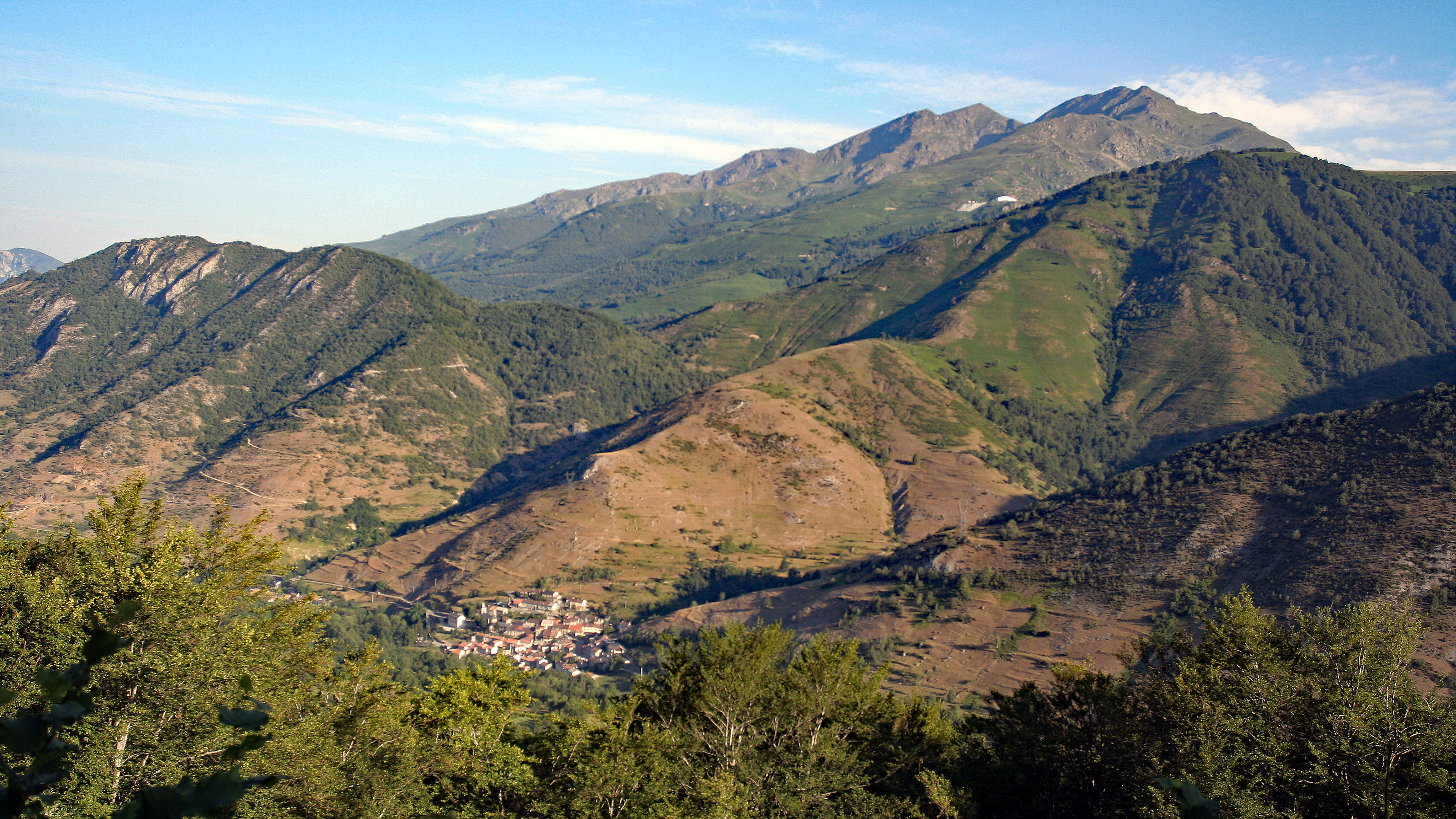
Caussou au pied des pics de Soularac et Saint-Barthélémy
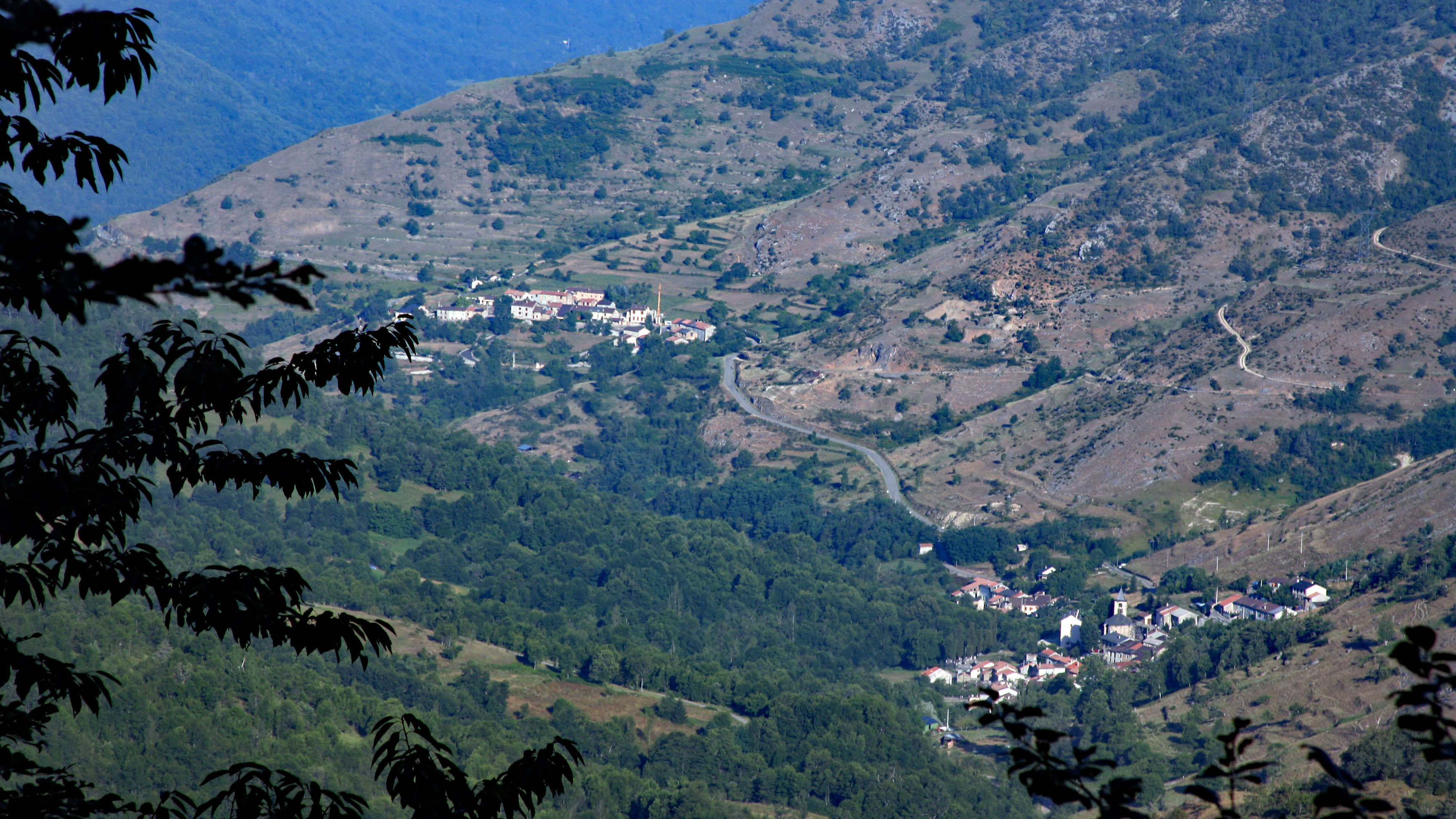
Caussou et Bestiac

### Milieux naturels et biodiversité
L’inventaire des zones naturelles d'intérêt écologique, faunistique et floristique (ZNIEFF) a pour objectif de réaliser une couverture des zones les plus intéressantes sur le plan écologique, essentiellement dans la perspective d’améliorer la connaissance du patrimoine naturel national et de fournir aux différents décideurs un outil d’aide à la prise en compte de l’environnement dans l’aménagement du territoire.
Quatre ZNIEFF de type 1 sont recensées sur la commune :
- le « massif de Tabe - Saint-Barthélemy » (15 185 ha), couvrant 20 communes du département[23] ;
- les « montagnes de Belesta, de la Frau, de l'Ordat et de Prades » (14 014 ha), couvrant 32 communes dont 28 dans l'Ariège et 4 dans l'Aude[24] ;
- les « montagnes orientales d'Ax-les-Thermes » (9 524 ha), couvrant 20 communes dont 16 dans l'Ariège et 4 dans l'Aude[25] ;
- les « quiès calcaires d'Albiès à Caussou » (1 328 ha), couvrant 14 communes du département[26] ;

et trois ZNIEFF de type 2, : 
- « le bassin versant de l'Oriège et montagnes orientales d'Ax-les-Thermes » (18 551 ha), couvrant 25 communes dont 18 dans l'Ariège, 4 dans l'Aude et 3 dans les Pyrénées-Orientales[27] ;
- les « montagnes d'Olmes » (31 924 ha), couvrant 33 communes dont 31 dans l'Ariège et 2 dans l'Aude[28] ;
- les « parois calcaires et quiès de la haute vallée de l'Ariège » (9 891 ha), couvrant 40 communes du département[29].

Carte des ZNIEFF de type 1 et 2 à Caussou.
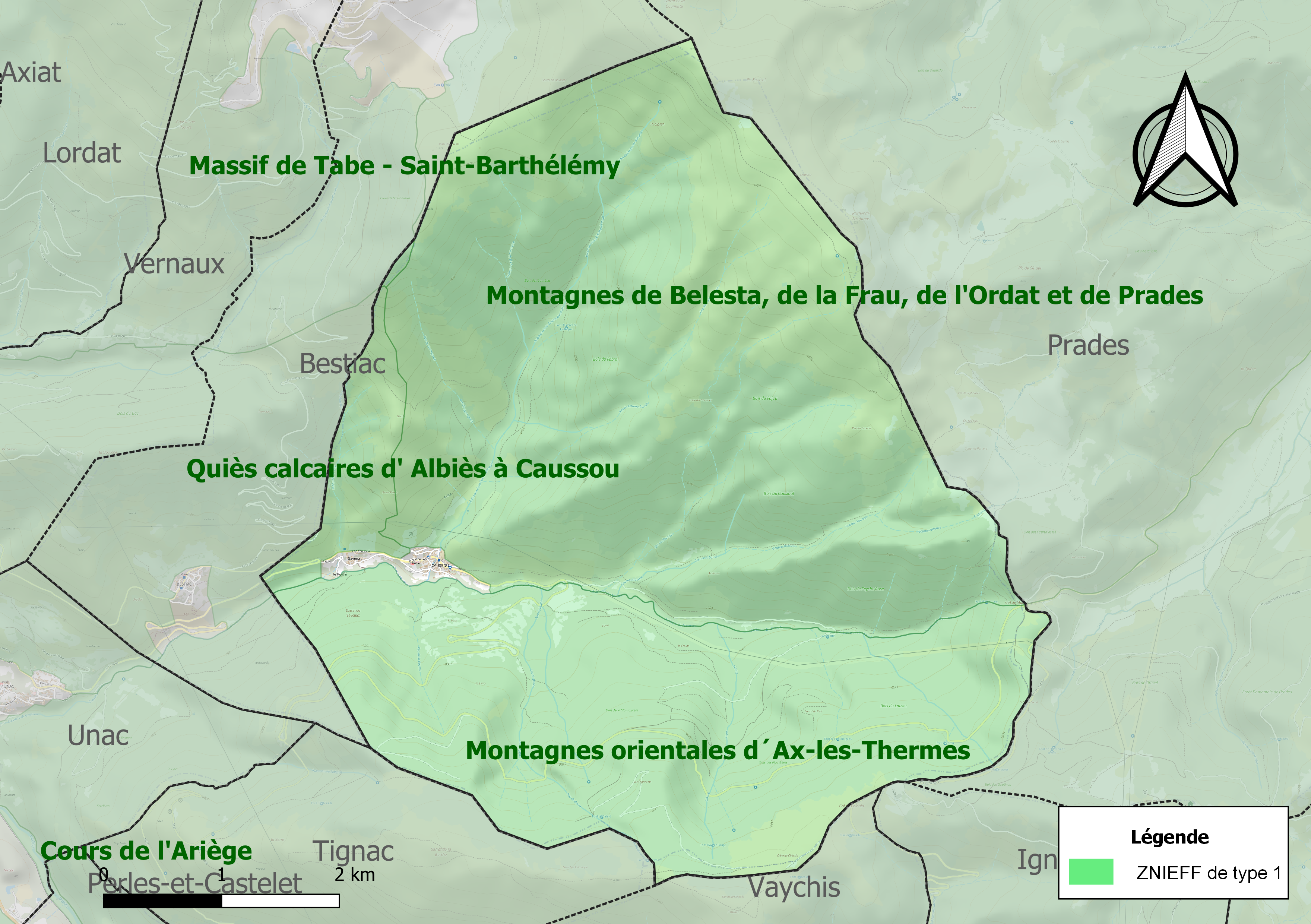
Carte des ZNIEFF de type 1 sur la commune.
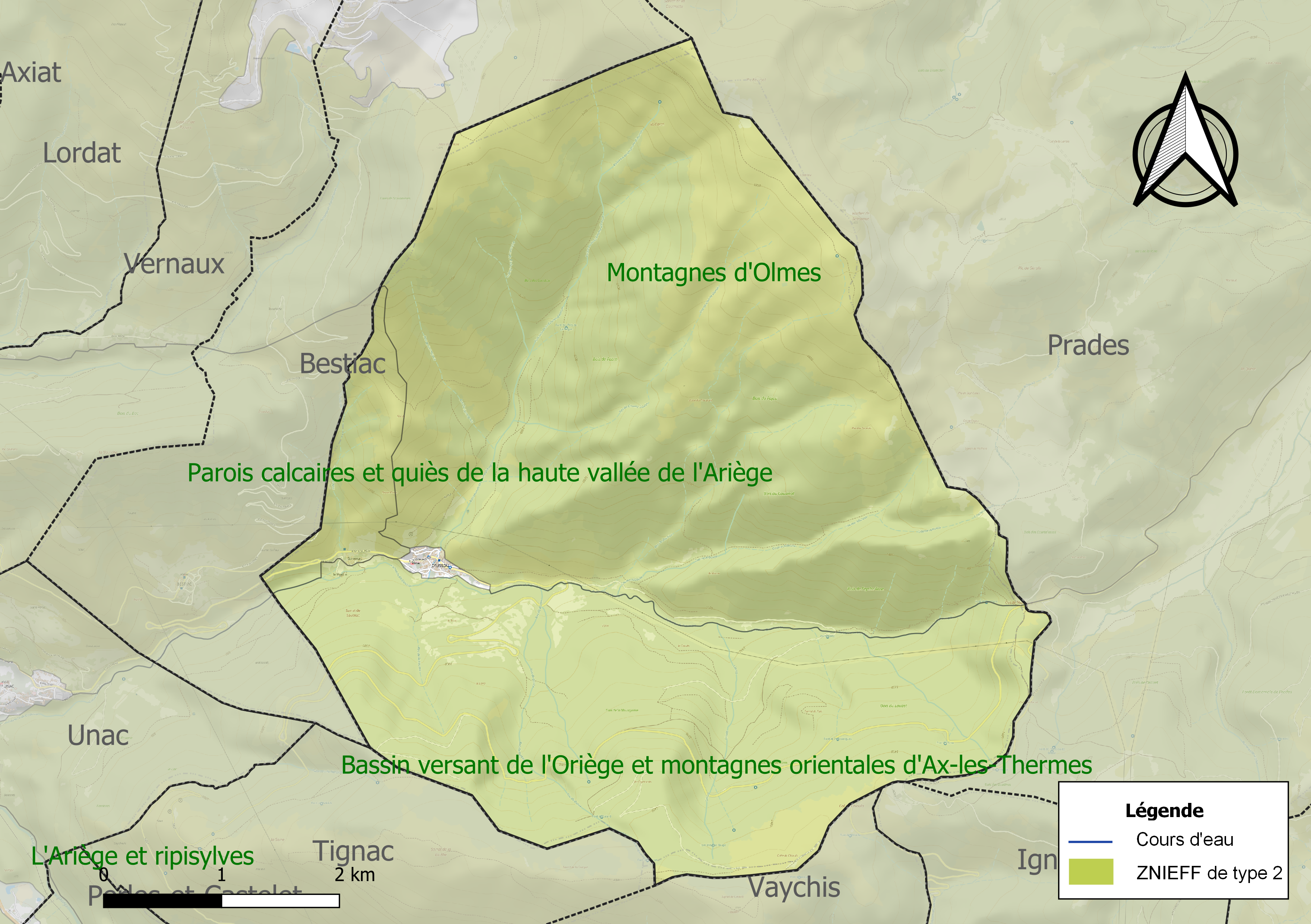
Carte des ZNIEFF de type 2 sur la commune.

## Urbanisme

### Typologie
Au 1er janvier 2024, Caussou est catégorisée commune rurale à habitat dispersé, selon la nouvelle grille communale de densité à 7 niveaux définie par l'Insee en 2022.
Elle est située hors unité urbaine et hors attraction des villes,.

### Occupation des sols
L'occupation des sols de la commune, telle qu'elle ressort de la base de données européenne d’occupation biophysique des sols Corine Land Cover (CLC), est marquée par l'importance des forêts et milieux semi-naturels (98 % en 2018), une proportion sensiblement équivalente à celle de 1990 (98,1 %). La répartition détaillée en 2018 est la suivante : 
forêts (63,9 %), milieux à végétation arbustive et/ou herbacée (34,2 %), zones agricoles hétérogènes (2 %). L'évolution de l’occupation des sols de la commune et de ses infrastructures peut être observée sur les différentes représentations cartographiques du territoire : la carte de Cassini (XVIIIe siècle), la carte d'état-major (1820-1866) et les cartes ou photos aériennes de l'IGN pour la période actuelle (1950 à aujourd'hui).

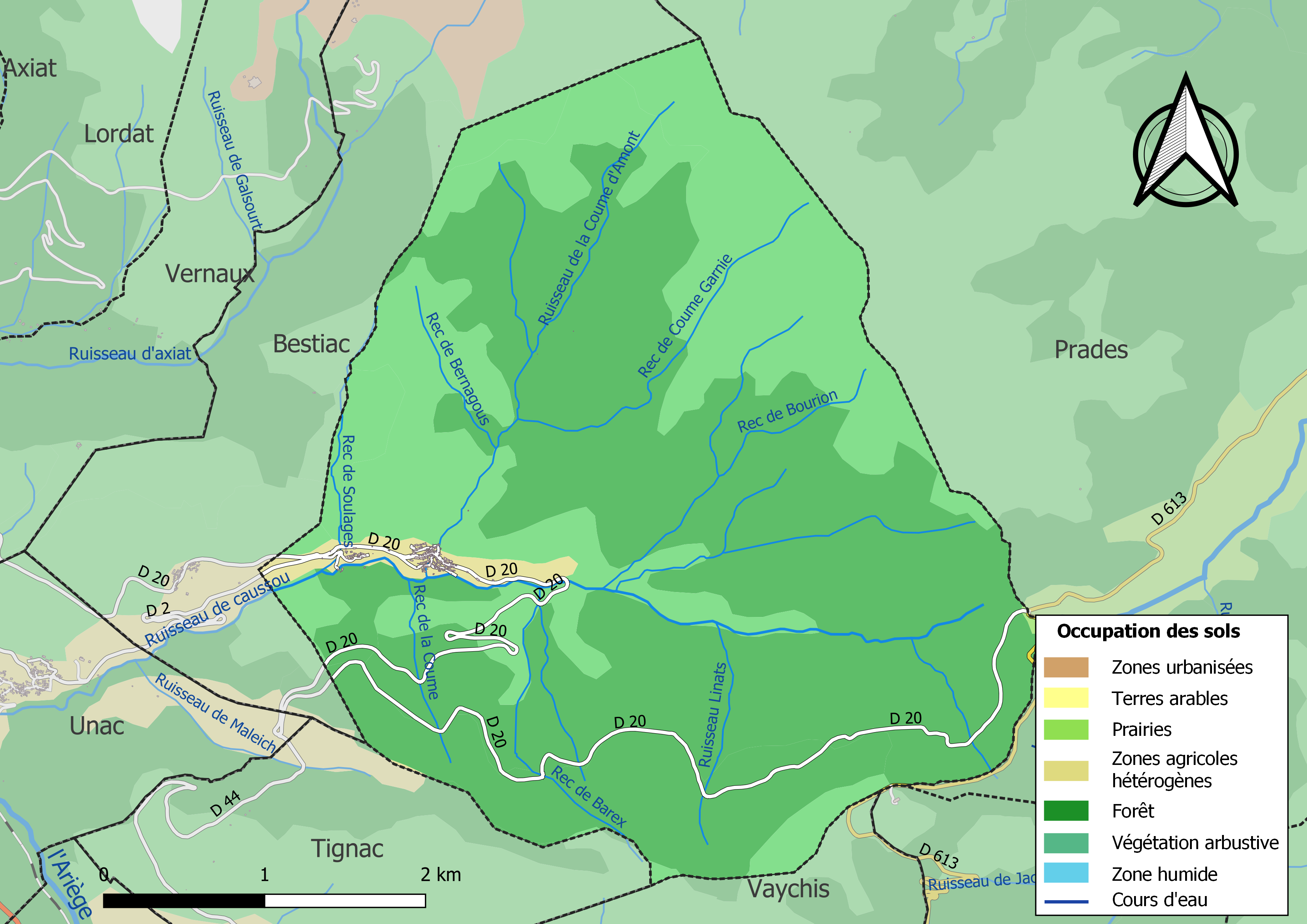
Carte des infrastructures et de l'occupation des sols de la commune en 2018 (CLC).

### Habitat et logement
En 2018, le nombre total de logements dans la commune était de 101, alors qu'il était de 100 en 2013 et de 97 en 2008.
Parmi ces logements, 24,8 % étaient des résidences principales, 69,3 % des résidences secondaires et 5,9 % des logements vacants. Ces logements étaient pour 92,1 % d'entre eux des maisons individuelles et pour 7,9 % des appartements.
Le tableau ci-dessous présente la typologie des logements à Caussou en 2018 en comparaison avec celle de l'Ariège et de la France entière. Une caractéristique marquante du parc de logements est ainsi une proportion de résidences secondaires et logements occasionnels (69,3 %) supérieure à celle du département (24,6 %) et à celle de la France entière (9,7 %). Concernant le statut d'occupation de ces logements, 80 % des habitants de la commune sont propriétaires de leur logement (80,8 % en 2013), contre 66,3 % pour l'Ariège et 57,5 % pour la France entière.
| Typologie                                               | Caussou | Ariège | France entière |
| ------------------------------------------------------- | ------- | ------ | -------------- |
| Résidences principales (en %)                           | 24,8    | 65,7   | 82,1           |
| Résidences secondaires et logements occasionnels (en %) | 69,3    | 24,6   | 9,7            |
| Logements vacants (en %)                                | 5,9     | 9,7    | 8,2            |

### Voies de communication et transports
On accède au village par la D 20 dite « route des corniches ».

### Risques majeurs

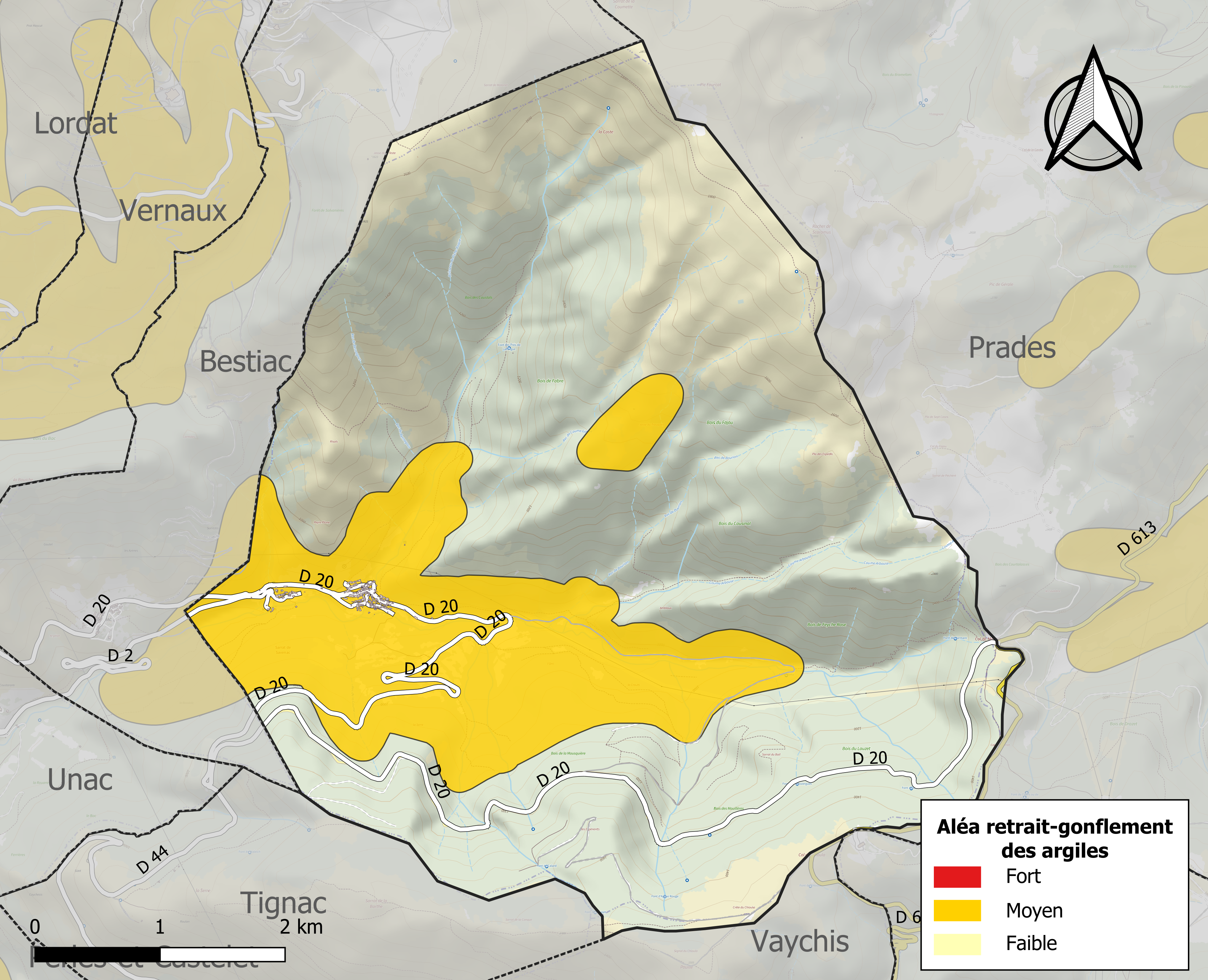
Zonage de l'aléa retrait-gonflement des argiles sur la commune de Caussou.

Le territoire de la commune de Caussou est vulnérable à différents aléas naturels : inondations, climatiques (grand froid ou canicule), feux de forêts, mouvements de terrains et séisme (sismicité modérée),.
Certaines parties du territoire communal sont susceptibles d’être affectées par le risque d’inondation par crue torrentielle d'un cours d'eau, ou ruissellement d'un versant.
Les mouvements de terrains susceptibles de se produire sur la commune sont soit des chutes de blocs, soit des glissements de terrains, soit des mouvements liés au retrait-gonflement des argiles. Près de 50 % de la superficie du département est concernée par l'aléa retrait-gonflement des argiles, dont la commune de Caussou. L'inventaire national des cavités souterraines permet par ailleurs de localiser celles situées sur la commune.

## Histoire
Le village a probablement donné naissance en 1274 à Béatrice de Planisoles, célèbre cathare, châtelaine  de Montaillou. Sa famille était de petite noblesse locale.
Dans le XIIIe et le début du XIVe siècle, Caussou a été considérablement affecté par l'Inquisition et a vu plusieurs de ses habitants forcés de porter la croix jaune, le signe de punition des hérétiques.

## Politique et administration

### Découpage territorial
La commune de Caussou est membre de la communauté de communes de la Haute Ariège, un établissement public de coopération intercommunale (EPCI) à fiscalité propre créé le 27 septembre 2016 dont le siège est à Luzenac. Ce dernier est par ailleurs membre d'autres groupements intercommunaux.
Sur le plan administratif, elle est rattachée à l'arrondissement de Foix, au département de l'Ariège, en tant que circonscription administrative de l'État, et à la région Occitanie.
Sur le plan électoral, elle dépend du canton de Haute-Ariège pour l'élection des conseillers départementaux, depuis le redécoupage cantonal de 2014 entré en vigueur en 2015, et de la première circonscription de l'Ariège  pour les élections législatives, depuis le redécoupage électoral de 1986.

### Liste des maires
| Période                                  | Période  | Identité        | Étiquette | Qualité  |
| ---------------------------------------- | -------- | --------------- | --------- | -------- |
| Les données manquantes sont à compléter. |          |                 |           |          |
| mars 2001                                | 2008     | Maurice Calmein |           |          |
| mars 2008                                | 2014     | Michel Tourrou  |           |          |
| mars 2014                                | 2020     | Maurice Calmein | DVD       | Retraité |
| mars 2020                                | En cours | Anne Laplume    | PS        |          |

## Démographie
L'évolution du nombre d'habitants est connue à travers les recensements de la population effectués dans la commune depuis 1793. Pour les communes de moins de 10 000 habitants, une enquête de recensement portant sur toute la population est réalisée tous les cinq ans, les populations de référence des années intermédiaires étant quant à elles estimées par interpolation ou extrapolation. Pour la commune, le premier recensement exhaustif entrant dans le cadre du nouveau dispositif a été réalisé en 2008.

En 2022, la commune comptait 47 habitants, en évolution de −20,34 % par rapport à 2016 (Ariège : +1,48 %, France hors Mayotte : +2,11 %).
| 1793 | 1800 | 1806 | 1821 | 1831 | 1836 | 1841 | 1846 | 1851 |
| ---- | ---- | ---- | ---- | ---- | ---- | ---- | ---- | ---- |
| 449  | 452  | 417  | 499  | 502  | 506  | 462  | 489  | 467  |

| 1856 | 1861 | 1866 | 1872 | 1876 | 1881 | 1886 | 1891 | 1896 |
| ---- | ---- | ---- | ---- | ---- | ---- | ---- | ---- | ---- |
| 415  | 405  | 371  | 356  | 343  | 417  | 407  | 330  | 276  |

| 1901 | 1906 | 1911 | 1921 | 1926 | 1931 | 1936 | 1946 | 1954 |
| ---- | ---- | ---- | ---- | ---- | ---- | ---- | ---- | ---- |
| 282  | 286  | 282  | 251  | 208  | 195  | 197  | 176  | 196  |

| 1962 | 1968 | 1975 | 1982 | 1990 | 1999 | 2006 | 2008 | 2013 |
| ---- | ---- | ---- | ---- | ---- | ---- | ---- | ---- | ---- |
| 173  | 145  | 119  | 95   | 72   | 84   | 70   | 66   | 61   |

| 2018 | 2022 | - | - | - | - | - | - | - |
| ---- | ---- | - | - | - | - | - | - | - |
| 48   | 47   | - | - | - | - | - | - | - |

## Économie

### Emploi
| Division       | 2008  | 2013   | 2018   |
| -------------- | ----- | ------ | ------ |
| Commune        | 9,4 % | 18,8 % | 6,3 %  |
| Département    | 8,9 % | 11,1 % | 11,2 % |
| France entière | 8,3 % | 10 %   | 10 %   |

En 2018, la population âgée de 15 à 64 ans s'élève à 32 personnes, parmi lesquelles on compte 68,8 % d'actifs (62,5 % ayant un emploi et 6,3 % de chômeurs) et 31,3 % d'inactifs,. En  2018, le taux de chômage communal (au sens du recensement) des 15-64 ans est inférieur à celui de la France et du département, alors qu'en 2008 la situation était inverse.
La commune est hors attraction des villes,. Elle compte 3 emplois en 2018, contre 3 en 2013 et 3 en 2008. Le nombre d'actifs ayant un emploi résidant dans la commune est de 20, soit un indicateur de concentration d'emploi de 15 % et un taux d'activité parmi les 15 ans ou plus de 48,9 %.
Sur ces 20 actifs de 15 ans ou plus ayant un emploi, 3 travaillent dans la commune, soit 15 % des habitants. Pour se rendre au travail, 85 % des habitants utilisent un véhicule personnel ou de fonction à quatre roues, 10 % les transports en commun, 5 % s'y rendent en deux-roues, à vélo ou à pied.

### Activités hors agriculture
4 établissements sont implantés  à Caussou au 31 décembre 2019.
Le secteur des activités immobilières est prépondérant sur la commune puisqu'il représente 50 % du nombre total d'établissements de la commune (2 sur les 4 entreprises implantées  à Caussou), contre 4,2 % au niveau départemental.

### Agriculture
|                                   | 1988 | 2000 | 2010 |
| --------------------------------- | ---- | ---- | ---- |
| Exploitations                     | 4    | 3    | 2    |
| Superficie agricole utilisée (ha) | 47   | 93   | 116  |

La commune fait partie de la petite région agricole dénommée « Région pyrénéenne ». En 2010, l'orientation technico-économique de l'agriculture  sur la commune est l'élevage d'herbivores hors bovins, caprins et porcins. Deux exploitations agricoles ayant leur siège dans la commune sont dénombrées lors du recensement agricole de 2010 (quatre en 1988). La superficie agricole utilisée est de 116 ha.

## Culture locale et patrimoine

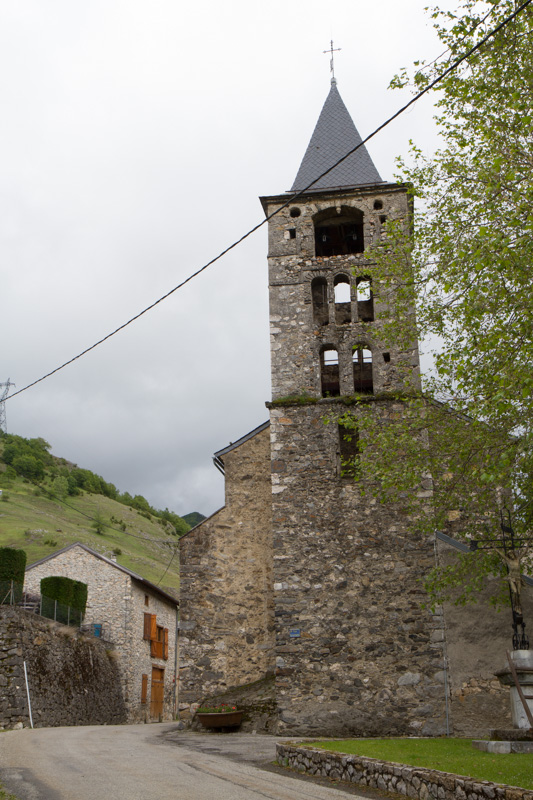
L'église.

### Lieux et monuments
- Église Saint-Jean-Baptiste. Caussou partage son église et son monument aux morts avec la petite commune voisine de Bestiac qui en est dépourvue.
- Inauguré en juillet 2004, le monument aux morts est constitué d’une roche de talc de Luzenac sculptée par Claude Jacquot Vaneukem.
- Chapelle Saint-Roch.
- Col de Marmare (1 361 m) sur la route des cols, en limite est du territoire communal, de même que le col du Chioula (1 432 m) qui le précède au sud sur la RD 613.

### Personnalités liées à la commune
- Béatrice de Planisolles née en 1274 à Caussou et morte à Varilhes, châtelaine de Montaillou; elle est inculpée pour sorcellerie et hérétisme par l'inquisiteur Jacques Fournier en raison de ses liens avec la famille Clergue et le catharisme.

### Héraldique
| Blason de Caussou | Blason  | De gueules à la croix occitane d'or accompagnée au canton senestre du chef d'une étoile à sept rais du même. |
| Blason de Caussou | Détails | Le statut officiel du blason reste à déterminer.                                                             |

## Pour approfondir